# Chaetodontoplus personifer
Chaetodontoplus personifer е вид бодлоперка от семейство Pomacanthidae. Видът не е застрашен от изчезване.

## Разпространение и местообитание
Разпространен е в Австралия.
Обитава крайбрежията на морета и рифове. Среща се на дълбочина от 20 до 125 m, при температура на водата от 22,2 до 28,2 °C и соленост 33,8 – 35,2 ‰.

## Описание
На дължина достигат до 35 cm.
Популацията на вида е стабилна.